# Once You've Tasted Love
Singles de Take That
Promises
(1991) It Only Takes a Minute
(1992)
Clip vidéo
[vidéo] « Once You've Tasted Love », sur YouTube
Once You've Tasted Love est une chanson du boys band anglais Take That. Elle est incluse dans leur premier album studio, intitulé Take That & Party et sorti (en Royaume-Uni) le 17 août 1992.
À fin janvier 1992, plus de six mois et demi avant la sortie de l'album, la chanson a été publiée en single.  C'était le troisième single qui serait inclus dans cet album, après Do What U Like et Promises).
Le single a débuté à la 51e place du hit-parade britannique (pour la semaine du 2 au 8 février 1992) et atteint la 47e place la semaine suivante.